# Corcyrozonium typhlum
Corcyrozonium typhlum är en mångfotingart som först beskrevs av Daday 1889.  Corcyrozonium typhlum ingår i släktet Corcyrozonium och familjen Andrognathidae. Inga underarter finns listade i Catalogue of Life.